# Tambeae
Tambeae (łac. Dioecesis Tambeaensis) – diecezja historyczna w Cesarstwie rzymskim w prowincji Byzacena, współcześnie w Tunezji. Obecnie katolickie biskupstwo tytularne.

## Biskupi tytularni
| Lp. | Biskup                      | Funkcja                                       | Od                | Do                   |
| --- | --------------------------- | --------------------------------------------- | ----------------- | -------------------- |
| 1   | Pedro Aguilera Narbona      | emerytowany biskup w Iquique (Chile)          | 21 listopada 1966 | 23 stycznia 1968     |
| 2   | Francisco Raval Cruces      | biskup pomocniczy Lingayen-Dagupan (Filipiny) | 2 kwietnia 1968   | 4 marca 1970         |
| 3   | Oscar Romero                | biskup pomocniczy San Salvador (Salwador)     | 25 kwietnia 1970  | 15 października 1974 |
| 4   | Angélico Sândalo Bernardino | biskup pomocniczy São Paulo (Brazylia)        | 12 grudnia 1974   | 19 kwietnia 2000     |
| 5   | John Boissonneau            | biskup pomocniczy Toronto (Kanada)            | 23 marca 2001     |                      |